# Josef Dostál (botánico)
Josef Dostál  (20 de diciembre de 1903-1999) fue un botánico, pteridólogo, conservacionista, pedagogo, y profesor checo.
Fue profesor de botánica en la Universidad Carolina (Karlově Univerzitě). Fue el fundador de la moderna Taxonomía de las plantas superiores checas, y particularmente trabajó en la Morfología florística. Se lo considera también forjador de la Botánica checa.

## Honores
En 1998 obtuvo del gobierno de su país un galardón por su accionar sobre la conservación de la naturaleza .

### Eponimia
- (Caryophyllaceae) Dianthus dostalii Novak[1]

- (Plantaginaceae) Plantago dostalii Domin[2]

- (Rosaceae) Alchemilla dostalii Plocek[3]

## Obra
- Květena ČSR I (Flora Checoslovaca I)
- Květena ČSR II (Flora Checoslovaca II)
- Klíč k úplné květeně ČSR (Claves para la flora de Checoslovaquia)

- La abreviatura «Dostál» se emplea para indicar a Josef Dostál como autoridad en la descripción y clasificación científica de los vegetales.[4]